# 民主進歩同盟 (マリ)
民主進歩同盟（みんしゅしんぽどうめい、英語: Alliance for Democracy and Progress, フランス語: Alliance pour la démocratie et le progrès）は、マリ共和国にあった政党の連合体である。アマドゥ・トゥマニ・トゥーレ大統領を支持していた。2007年7月1日と22日に行われた議会選挙では160議席中、113議席を獲得した。